# Adolf Maurer (Schriftsteller)
Adolf Maurer (* 4. Juni 1883 in Zürich; † 2. März 1976 in Brüttisellen) war ein Schweizer Pfarrer und Schriftsteller.

## Leben
Maurer studierte von 1902 bis 1906 evangelische Theologie an der Universität Zürich und war danach bis 1948 als Pfarrer der reformierten Landeskirche in Zell, Schwamendingen und Wiedikon tätig. Von 1919 bis 1968 wirkte er als Redaktor des Zwingli-Kalenders und von 1921 bis 1960 für den Kirchenboten. Er engagierte sich daneben in der Kirchensynode als Mitglied der religiös-sozialen Fraktion sowie in der «Vereinigung antimilitaristischer Pfarrer».
1931 erhielt Maurer die Ehrendoktorwürde der Universität Zürich für sein literarisches Schaffen; 1933 wurde ihm wegen seines pazifistischen Engagements ein Lehrauftrag an derselben theologischen Fakultät durch den Zürcher Regierungsrat verweigert.

## Werke
- Die stille Revolution. Selbstverlag, Schwamendingen 1921
- Sonntagmorgen. Ein Jahrgang Kinderlehren. Reinhardt, Basel o. J.
- Herbergslieder. Reinhardt, Basel o. J.
- Geschichten und Gestalten. Feierabendbuch. Reinhardt, Basel o. J.
- Woher? – Wohin? Hundert Fragen und eine Antwort. Reinhardt, Basel o. J.
- Der alte Sigrist. Ein Spiel in 3 Akten. Reinhardt, Basel o. J.
- Auf der Wanderschaft. Gedichte. Reinhardt, Basel 1925
- Vom hellen Schein. Weihnachtsgedichte. Reinhardt, Basel 1928
- Sorge und Segen. Erzählungen. Reinhardt, Basel 1937
- Macht hoch die Tür. Weihnachtsverse für Kinder. Zwingli, Zürich 1939
- Ob Berge weichen. Trostbuch. Reinhardt, Basel 1942
- Ich hatt’ einen Kameraden. EVZ, Zollikon 1950
- Die goldnen Waffen. Gedanken für die wachen Stunden der Nacht. Reinhardt, Basel 1953
- Alles, was Odem hat. Gedichte. Reinhardt, Basel 1954
- Sonntagmorgen. Von Himmel und Erde, von dir und mir. Reinhardt, Basel 1956
- Dein Alter sei wie deine Jugend. Ein Buch vom getrosten Altwerden. Reinhardt, Basel 1957, ISBN 3-7245-0256-7
- Der Flötenfritz. EVZ, Zollikon 1959
- Die Sonne scheint auch in der Stadt. Jugenderinnerungen eines alten Zürchers. Mit Zeichnungen von Hanny Fries. Reinhardt, Basel 1959
- Die Hand ist stärker als die Faust. Reinhardt, Basel 1962
- Gestern und Vorgestern. Ein Pfarrer erzählt aus seiner Arbeit. Reinhardt, Basel 1965
- Um ’s Chrippli ume. Wiehnachtsvärs. Gotthelf, Zürich 1968
- Wenn ich schwach bin, bin ich stark. Worte für Kranke. Reinhardt, Basel 1969, ISBN 3-7245-0019-X
- Von dem was bleibt. Worte für Trauernde. Reinhardt, Basel 1971, ISBN 3-7245-0025-4
- Blätter vom gleichen Baum. Ausgewählte Geschichten und Gedichte. Reinhardt, Basel 1982, ISBN 3-7245-0504-3